# Éliminatoires de la Coupe du monde masculine de basket-ball 2019 : zone Europe
 (mars 2020).
Si vous disposez d'ouvrages ou d'articles de référence ou si vous connaissez des sites web de qualité traitant du thème abordé ici, merci de compléter l'article en donnant les références utiles à sa vérifiabilité et en les liant à la section « Notes et références ».
Navigation
Édition précédente Édition suivante
La qualification de la Coupe du monde de basket-ball de la FIBA 2019, pour la région FIBA Europe, s'ést déroulé du 2 août 2017 au 25 février 2019. Contrairement aux années précédentes, aucune équipe n'a été automatiquement placée dans la Coupe du monde FIBA, donc tous les pays de la FIBA Europe ont dû participer dans les qualifications.

## Format
La FIBA Europe a obtenu douze places à la Coupe du monde. Au total, 37 équipes FIBA Europe participaient au tournoi de qualification. La qualification comportait les étapes suivantes :
Pré-qualifications: 13 équipes qui n'ont pas participé à l'EuroBasket 2017 ont participé. Huit équipes s'étaient qualifiées pour le premier tour. Les cinq équipes restantes ont été éliminées de la qualification pour la Coupe du monde et transférées au premier tour de pré-qualification de la qualification EuroBasket 2021.
Premier tour: 24 équipes qui ont participé à l'EuroBasket 2017 et huit équipes avancées à partir des pré-qualifications, ont été organisées en huit groupes de quatre. Les trois meilleures équipes de chaque groupe se sont qualifiées pour le deuxième tour. Les huit équipes restantes ont joué au deuxième tour de pré-qualification de la qualification EuroBasket 2021.
Deuxième tour: Les 24 meilleures équipes du premier tour ont été organisées en quatre groupes de six, les résultats étant reportés du premier tour. Les trois meilleures équipes de chaque groupe se sont qualifiées pour la Coupe du monde. Les 24 participants du deuxième tour se sont automatiquement qualifiés pour la qualification EuroBasket 2021.

### Équipes engagées
Les 24 participants à l'Eurobasket 2017 sont directement engagés pour le premier tour de qualification :
- Allemagne
- Belgique
- Croatie
- Espagne
- Finlande
- France
- Géorgie
- Grande-Bretagne
- Grèce
- Hongrie
- Islande
- Israël
- Italie
- Lettonie
- Lituanie
- Monténégro
- Pologne
- République tchèque
- Roumanie
- Russie
- Serbie
- Slovénie
- Turquie
- Ukraine

13 équipes qui ont échoué à se qualifier à l'Eurobasket 2017 participent à un tour préliminaire qui qualifiera 8 d'entre elles pour le premier tour :
- Albanie
- Arménie
- Autriche
- Biélorussie
- Bosnie-Herzégovine
- Bulgarie
- Estonie
- Kosovo
- Macédoine
- Pays-Bas
- Portugal
- Slovaquie
- Suède

### Tour préliminaire
Les 13 équipes participant au tour préliminaire sont réparties en 4 groupes de 4 ou 3 équipes.
Dans chaque groupe, les équipes se rencontrent entre elles en format match Aller/Retour (domicile/extérieur) entre le 2 et le 19 aout 2017. À l'issue de ces rencontres, les 2 meilleures équipes de chaque groupe se qualifient pour le premier tour.
Le tirage au sort des groupes a été effectué par la FIBA le 10 décembre 2016 à Prague.

#### Groupe A
| Rang | Équipe             | Pts | J | G | P | Pp  | Pc  | Diff |  | Résultats (dom.\ext.) |       |       |       |       |
| ---- | ------------------ | --- | - | - | - | --- | --- | ---- |  | --------------------- | ----- | ----- | ----- | ----- |
| 1    | Suède              | 10  | 6 | 4 | 2 | 476 | 447 | 29   |  | Suède                 |       | 81-73 | 93-70 | 86-82 |
| 2    | Bosnie-Herzégovine | 10  | 6 | 4 | 2 | 502 | 465 | 37   |  | Bosnie-Herzégovine    | 72-88 |       | 98-85 | 84-71 |
| 3    | Arménie            | 9   | 6 | 3 | 3 | 470 | 482 | -12  |  | Arménie               | 82-69 | 66-83 |       | 75-61 |
| 4    | Slovaquie          | 7   | 6 | 1 | 5 | 434 | 488 | -54  |  | Slovaquie             | 68-59 | 74-92 | 78-92 |       |

| Qualification pour le premier tour |
| Élimination                        |

#### Groupe B
| Rang | Équipe   | Pts | J | G | P | Pp  | Pc  | Diff |  | Résultats (dom.\ext.) |        |       |       |
| ---- | -------- | --- | - | - | - | --- | --- | ---- |  | --------------------- | ------ | ----- | ----- |
| 1    | Pays-Bas | 7   | 4 | 3 | 1 | 354 | 264 | 90   |  | Pays-Bas              |        | 71-78 | 91-77 |
| 2    | Autriche | 7   | 4 | 3 | 1 | 326 | 264 | 62   |  | Autriche              | 72-79  |       | 97-63 |
| 3    | Albanie  | 4   | 4 | 0 | 4 | 228 | 380 | -152 |  | Albanie               | 37-113 | 51-79 |       |

| Qualification pour le premier tour |
| Élimination                        |

#### Groupe C
| Rang | Équipe    | Pts | J | G | P | Pp  | Pc  | Diff |  | Résultats (dom.\ext.) |       |       |       |
| ---- | --------- | --- | - | - | - | --- | --- | ---- |  | --------------------- | ----- | ----- | ----- |
| 1    | Estonie   | 7   | 4 | 3 | 1 | 299 | 266 | 33   |  | Estonie               |       | 76-50 | 74-65 |
| 2    | Kosovo    | 6   | 4 | 2 | 2 | 271 | 300 | -29  |  | Kosovo                | 75-69 |       | 72-68 |
| 3    | Macédoine | 5   | 4 | 1 | 3 | 296 | 300 | -4   |  | Macédoine             | 76-80 | 87-74 |       |

| Qualification pour le premier tour |
| Élimination                        |

#### Groupe D
| Rang | Équipe      | Pts | J | G | P | Pp  | Pc  | Diff |  | Résultats (dom.\ext.) |       |       |       |
| ---- | ----------- | --- | - | - | - | --- | --- | ---- |  | --------------------- | ----- | ----- | ----- |
| 1    | Bulgarie    | 8   | 4 | 4 | 0 | 335 | 274 | 61   |  | Bulgarie              |       | 78-68 | 91-65 |
| 2    | Biélorussie | 5   | 4 | 1 | 3 | 294 | 316 | -22  |  | Biélorussie           | 70-84 |       | 78-75 |
| 3    | Portugal    | 5   | 4 | 1 | 3 | 290 | 329 | -39  |  | Portugal              | 71-82 | 79-78 |       |

| Qualification pour le premier tour |
| Élimination                        |

### Premier tour

#### Groupe A
| Rang | Équipe      | Pts | J | G | P | Pp  | Pc  | Diff |  | Résultats (dom.\ext.) |       |       |       |       |
| ---- | ----------- | --- | - | - | - | --- | --- | ---- |  | --------------------- | ----- | ----- | ----- | ----- |
| 1    | Espagne     | 12  | 6 | 6 | 0 | 497 | 431 | 66   |  | Monténégro            |       | 63-75 | 80-69 | 66-79 |
| 2    | Monténégro  | 9   | 6 | 3 | 3 | 454 | 443 | 11   |  | Slovénie              | 74-87 |       | 87-74 | 72-83 |
| 3    | Slovénie    | 8   | 6 | 2 | 4 | 484 | 492 | -8   |  | Biélorussie           | 67-91 | 93-92 |       | 82-84 |
| 4    | Biélorussie | 7   | 6 | 1 | 5 | 445 | 514 | -69  |  | Espagne               | 79-67 | 92-84 | 80-60 |       |

| Qualification pour le second tour |
| Élimination                       |

#### Groupe B
| Rang | Équipe   | Pts | J | G | P | Pp  | Pc  | Diff |  | Résultats (dom.\ext.) |       |       |       |       |
| ---- | -------- | --- | - | - | - | --- | --- | ---- |  | --------------------- | ----- | ----- | ----- | ----- |
| 1    | Turquie  | 10  | 6 | 4 | 2 | 437 | 389 | 48   |  | Suède                 |       | 59-58 | 72-82 | 76-84 |
| 2    | Lettonie | 10  | 6 | 4 | 2 | 477 | 453 | 24   |  | Turquie               | 77-52 |       | 85-73 | 80-66 |
| 3    | Ukraine  | 9   | 6 | 3 | 3 | 440 | 450 | -10  |  | Lettonie              | 82-73 | 79-70 |       | 68-82 |
| 4    | Suède    | 7   | 6 | 1 | 5 | 398 | 460 | -62  |  | Ukraine               | 77-66 | 60-67 | 71-93 |       |

| Qualification pour le second tour |
| Élimination                       |

#### Groupe C
| Rang | Équipe   | Pts | J | G | P | Pp  | Pc  | Diff |  | Résultats (dom.\ext.) |        |        |       |       |
| ---- | -------- | --- | - | - | - | --- | --- | ---- |  | --------------------- | ------ | ------ | ----- | ----- |
| 1    | Lituanie | 12  | 6 | 6 | 0 | 512 | 352 | 160  |  | Pologne               |        | 90-62  | 61-79 | 70-60 |
| 2    | Pologne  | 9   | 6 | 3 | 3 | 436 | 410 | 26   |  | Kosovo                | 70-103 |        | 61-99 | 65-81 |
| 3    | Hongrie  | 9   | 6 | 3 | 3 | 414 | 421 | -7   |  | Lituanie              | 75-55  | 106-50 |       | 80-75 |
| 4    | Kosovo   | 6   | 6 | 0 | 6 | 384 | 563 | -179 |  | Hongrie               | 64-57  | 84-76  | 50-73 |       |

| Qualification pour le second tour |
| Élimination                       |

#### Groupe D
| Rang | Équipe   | Pts | J | G | P | Pp  | Pc  | Diff |  | Résultats (dom.\ext.) |        |       |       |       |
| ---- | -------- | --- | - | - | - | --- | --- | ---- |  | --------------------- | ------ | ----- | ----- | ----- |
| 1    | Italie   | 10  | 6 | 4 | 2 | 474 | 405 | 69   |  | Italie                |        | 80-62 | 72-78 | 75-70 |
| 2    | Pays-Bas | 9   | 6 | 3 | 3 | 434 | 416 | 18   |  | Pays-Bas              | 81-66  |       | 68-61 | 77-52 |
| 3    | Croatie  | 9   | 6 | 3 | 3 | 431 | 419 | 12   |  | Croatie               | 64-80  | 82-78 |       | 56-58 |
| 4    | Roumanie | 8   | 6 | 2 | 4 | 368 | 467 | -99  |  | Roumanie              | 50-101 | 75-68 | 63-90 |       |

| Qualification pour le second tour |
| Élimination                       |

#### Groupe E
| Rang | Équipe             | Pts | J | G | P | Pp  | Pc  | Diff |  | Résultats (dom.\ext.) |       |       |        |       |
| ---- | ------------------ | --- | - | - | - | --- | --- | ---- |  | --------------------- | ----- | ----- | ------ | ----- |
| 1    | France             | 12  | 6 | 6 | 0 | 479 | 377 | 102  |  | Bosnie-Herzégovine    |       | 72-70 | 52-102 | 81-76 |
| 2    | Russie             | 9   | 6 | 3 | 3 | 458 | 428 | 30   |  | Belgique              | 79-77 |       | 59-70  | 66-84 |
| 3    | Bosnie-Herzégovine | 8   | 6 | 2 | 4 | 400 | 481 | -81  |  | France                | 84-65 | 64-49 |        | 75-74 |
| 4    | Belgique           | 7   | 6 | 1 | 5 | 392 | 443 | -51  |  | Russie                | 70-53 | 76-69 | 78-84  |       |

| Qualification pour le second tour |
| Élimination                       |

#### Groupe F
| Rang | Équipe             | Pts | J | G | P | Pp  | Pc  | Diff |  | Résultats (dom.\ext.) |       |       |       |       |
| ---- | ------------------ | --- | - | - | - | --- | --- | ---- |  | --------------------- | ----- | ----- | ----- | ----- |
| 1    | République tchèque | 11  | 6 | 5 | 1 | 464 | 425 | 39   |  | Bulgarie              |       | 76-78 | 88-86 | 80-82 |
| 2    | Finlande           | 9   | 6 | 3 | 3 | 453 | 449 | 4    |  | République tchèque    | 81-75 |       | 89-69 | 77-73 |
| 3    | Bulgarie           | 8   | 6 | 2 | 4 | 466 | 476 | -10  |  | Islande               | 74-77 | 76-75 |       | 81-76 |
| 4    | Islande            | 8   | 6 | 2 | 4 | 463 | 496 | -33  |  | Finlande              | 75-70 | 56-64 | 91-77 |       |

| Qualification pour le second tour |
| Élimination                       |

#### Groupe G
| Rang | Équipe    | Pts | J | G | P | Pp  | Pc  | Diff |  | Résultats (dom.\ext.) |       |       |       |        |
| ---- | --------- | --- | - | - | - | --- | --- | ---- |  | --------------------- | ----- | ----- | ----- | ------ |
| 1    | Allemagne | 12  | 6 | 6 | 0 | 508 | 414 | 94   |  | Allemagne             |       | 79-74 | 85-63 | 79-70  |
| 2    | Serbie    | 10  | 6 | 4 | 2 | 514 | 449 | 65   |  | Serbie                | 81-88 |       | 85-64 | 105-87 |
| 3    | Géorgie   | 8   | 6 | 2 | 4 | 460 | 495 | -35  |  | Autriche              | 49-90 | 81-82 |       | 64-78  |
| 4    | Autriche  | 6   | 6 | 0 | 6 | 394 | 518 | -124 |  | Géorgie               | 77-87 | 50-87 | 98-73 |        |

| Qualification pour le second tour |
| Élimination                       |

#### Groupe H
| Rang | Équipe          | Pts | J | G | P | Pp  | Pc  | Diff |  | Résultats (dom.\ext.) |       |       |       |       |
| ---- | --------------- | --- | - | - | - | --- | --- | ---- |  | --------------------- | ----- | ----- | ----- | ----- |
| 1    | Grèce           | 12  | 6 | 6 | 0 | 413 | 432 | -19  |  | Israël                |       | 82-75 | 78-96 | 88-68 |
| 2    | Israël          | 9   | 6 | 3 | 3 | 438 | 458 | -20  |  | Grande-Bretagne       | 59-67 |       | 92-95 | 74-65 |
| 3    | Estonie         | 7   | 6 | 2 | 4 | 415 | 459 | -44  |  | Grèce                 | 82-61 | 75-70 |       | 87-75 |
| 4    | Grande-Bretagne | 7   | 6 | 1 | 5 | 440 | 457 | -17  |  | Estonie               | 78-62 | 73-70 | 56-78 |       |

| Qualification pour le second tour |
| Élimination                       |

### Second tour

#### Groupe I
| Rang | Équipe     | Pts | J  | G  | P | Pp  | Pc  | Diff |  | Résultats (dom.\ext.) |       |       |       |       |       |       |
| ---- | ---------- | --- | -- | -- | - | --- | --- | ---- |  | --------------------- | ----- | ----- | ----- | ----- | ----- | ----- |
| 1    | Espagne    | 22  | 12 | 10 | 2 | 927 | 848 | 79   |  | Espagne               |       | 75-58 | 85-82 | 79-67 | 72-68 | 92-84 |
| 2    | Turquie    | 20  | 12 | 8  | 4 | 874 | 805 | 69   |  | Turquie               | 71-67 |       | 85-73 | 79-69 | 80-66 | 77-58 |
| 3    | Monténégro | 19  | 12 | 7  | 5 | 918 | 901 | 17   |  | Lettonie              | 62-67 | 79-70 |       | 75-84 | 68-82 | 85-74 |
| 4    | Lettonie   | 19  | 12 | 7  | 5 | 943 | 914 | 29   |  | Monténégro            | 66-79 | 71-66 | 74-80 |       | 90-84 | 63-75 |
| 5    | Ukraine    | 17  | 12 | 5  | 7 | 908 | 892 | 16   |  | Ukraine               | 76-65 | 60-67 | 71-93 | 74-76 |       | 82-54 |
| 6    | Slovénie   | 15  | 12 | 3  | 9 | 909 | 988 | -79  |  | Slovénie              | 72-83 | 77-86 | 77-82 | 74-87 | 85-84 |       |

| Qualification pour la Coupe du Monde 2019 |
| Élimination                               |

#### Groupe J
| Rang | Équipe   | Pts | J  | G  | P | Pp  | Pc  | Diff |  | Résultats (dom.\ext.) |       |       |        |       |       |       |
| ---- | -------- | --- | -- | -- | - | --- | --- | ---- |  | --------------------- | ----- | ----- | ------ | ----- | ----- | ----- |
| 1    | Lituanie | 23  | 12 | 11 | 1 | 999 | 802 | 197  |  | Lituanie              |       | 86-73 | 75-55  | 95-93 | 79-62 | 80-75 |
| 2    | Italie   | 20  | 12 | 8  | 4 | 940 | 836 | 104  |  | Italie                | 70-65 |       | 101-82 | 80-62 | 72-78 | 75-41 |
| 3    | Pologne  | 20  | 12 | 8  | 4 | 958 | 886 | 72   |  | Pologne               | 61-79 | 94-78 |        | 85-76 | 79-74 | 70-60 |
| 4    | Hongrie  | 18  | 12 | 6  | 6 | 836 | 849 | -13  |  | Pays-Bas              | 69-78 | 81-66 | 78-105 |       | 68-61 | 59-74 |
| 5    | Croatie  | 16  | 12 | 4  | 8 | 858 | 891 | -33  |  | Croatie               | 83-84 | 64-80 | 69-77  | 82-78 |       | 74-69 |
| 6    | Pays-Bas | 15  | 12 | 3  | 9 | 895 | 944 | -49  |  | Hongrie               | 50-73 | 63-69 | 64-57  | 91-86 | 84-65 |       |

| Qualification pour la Coupe du Monde 2019 |
| Élimination                               |

#### Groupe K
| Rang | Équipe             | Pts | J  | G  | P | Pp  | Pc  | Diff |  | Résultats (dom.\ext.) |        |       |        |       |       |       |
| ---- | ------------------ | --- | -- | -- | - | --- | --- | ---- |  | --------------------- | ------ | ----- | ------ | ----- | ----- | ----- |
| 1    | France             | 22  | 12 | 10 | 2 | 937 | 778 | 159  |  | France                |        | 82-66 | 75-74  | 83-67 | 77-53 | 84-65 |
| 2    | Russie             | 20  | 12 | 8  | 4 | 966 | 853 | 113  |  | République tchèque    | 65-79  |       | 80-78  | 77-73 | 81-75 | 69-64 |
| 3    | République tchèque | 20  | 12 | 8  | 4 | 890 | 889 | 1    |  | Russie                | 78-84  | 81-61 |        | 91-76 | 77-73 | 70-53 |
| 4    | Finlande           | 18  | 12 | 6  | 6 | 913 | 927 | -14  |  | Finlande              | 76-69  | 56-64 | 75-77  |       | 75-70 | 85-81 |
| 5    | Bulgarie           | 16  | 12 | 4  | 8 | 882 | 971 | -89  |  | Bulgarie              | 74-68  | 76-78 | 60-104 | 80-82 |       | 89-82 |
| 6    | Bosnie-Herzégovine | 15  | 12 | 3  | 9 | 871 | 957 | -86  |  | Bosnie-Herzégovine    | 52-102 | 80-85 | 81-76  | 77-81 | 87-67 |       |

| Qualification pour la Coupe du monde 2019 |
| Élimination                               |

#### Groupe L
| Rang | Équipe    | Pts | J  | G  | P | Pp   | Pc  | Diff |  | Résultats (dom.\ext.) |       |       |       |        |        |       |
| ---- | --------- | --- | -- | -- | - | ---- | --- | ---- |  | --------------------- | ----- | ----- | ----- | ------ | ------ | ----- |
| 1    | Grèce     | 23  | 12 | 11 | 1 | 972  | 880 | 92   |  | Allemagne             |       | 63-69 | 79-74 | 112-98 | 79-70  | 87-70 |
| 2    | Allemagne | 21  | 12 | 9  | 3 | 1017 | 867 | 150  |  | Grèce                 | 92-84 |       | 70-63 | 82-61  | 81-69  | 87-75 |
| 3    | Serbie    | 19  | 12 | 7  | 5 | 993  | 875 | 118  |  | Serbie                | 81-88 | 84-61 |       | 97-76  | 105-87 | 91-65 |
| 4    | Géorgie   | 17  | 12 | 5  | 7 | 927  | 968 | -41  |  | Israël                | 81-77 | 78-96 | 83-74 |        | 80-85  | 88-68 |
| 5    | Israël    | 17  | 12 | 5  | 7 | 925  | 974 | -49  |  | Géorgie               | 77-87 | 85-86 | 50-87 | 71-69  |        | 77-84 |
| 6    | Estonie   | 16  | 12 | 4  | 8 | 821  | 950 | -129 |  | Estonie               | 43-86 | 56-78 | 71-70 | 78-62  | 73-80  |       |

| Qualification pour la Coupe du monde 2019 |
| Élimination                               |